# بيز دي لا لومبريدا
بيز دي لا لومبريدا (بالإنجليزية: Piz de la Lumbreida)‏ هو أحد جبال سلسلة جبال الألب ليبونتيني ويقع في كانتون غراوبوندن في سويسرا. يحتل المرتبة رقم 211 في قائمة جبال سويسرا من حيث الارتفاع، إذ يبلغ ارتفاعه حوالي 2983 متر، بينما يبلغ ارتفاع نتوء الجبل 564 متر.